# Conway Hall Ethical Society
La Conway Hall Ethical Society, appelée South Place Ethical Society jusqu'en 1992, est la plus ancienne organisation de libre-penseurs encore active au monde, et la seule société éthique encore existante au Royaume-Uni. Elle est rattachée à la défense des valeurs de l'humanisme laïque. 

## Historique
L'histoire de la South Place Ethical Society remonte à 1793. Initialement influencée par la religion, la société de Moncure Conway s'est détournée de l'unitarisme. Sous Stanton Coit, le nom a été changé de South Place Religious Society à South Place Ethical Society. Elle est aujourd'hui membre de Humanists International.

## Assemblées du dimanche
Depuis le début de l'année 2013, des assemblées dominicales ont lieu les premier et troisième dimanches du mois dans le Conway Hall. Elles ont rassemblé des centaines de visiteurs depuis leur lancement.